# Luigi Perelli
Luigi Perelli (La Spezia, 26 ottobre 1937) è un regista e sceneggiatore italiano.

## Biografia
In qualità di attore, ha recitato nel film Odio per odio, diretto da Domenico Paolella (1967).
Oltre ad aver diretto alcune miniserie, come quella de La piovra, è stato anche ideatore e regista dei telefilm Sospetti e Un caso di coscienza, entrambi con Sebastiano Somma nel ruolo del protagonista.

## Filmografia

### Regista

#### Cinema
- Al Fatah - Palestina (1970)
- Musica per la libertà (1975)
- Lo chiamavano Verità (1972)
- Amore grande, amore libero (1976)
- L'addio a Enrico Berlinguer (1984)
- 18 anni tra una settimana (1991)

#### Televisione
- Dov'è Dio è amore (1966)
- Lo scandalo della Banca Romana (1977)
- L'affare Stavisky (1979)
- La casa rossa (1981)
- Dramma d'amore (1983)
- Quei 36 gradini (1984)
- Se un giorno busserai alla mia porta (1986)
- La piovra (serie televisiva) (1987-1995, 2001)
- Una vittoria (1988)
- In fondo al cuore (1997)
- Racket (1997)
- Morte di una ragazza perbene (1999)
- Sospetti (2000, 2005)
- Un caso di coscienza (2003-2013)
- Rivoglio i miei figli (2004)

### Sceneggiatore

#### Cinema
- Amore grande, amore libero (1976)

#### Televisione
- ...E adesso andiamo a incominciare – coautore con Roberto Lerici (1977)
- Lo scandalo della Banca Romana (1977)
- Racket (1997)
- La piovra 10 (2001)